# Plauen
Plauen is een stad in de Duitse deelstaat Saksen, en Kreisstadt van de Vogtlandkreis. De stad telt 64.014 inwoners. Hiermee is het de grootste stad in het Vogtland. De stad is gelegen in het zuidwesten van Saksen en is op Leipzig, Dresden, Chemnitz en Zwickau na de grootste stad van Saksen. Het inwonertal van Plauen is in de loop van de 20ste eeuw aanzienlijk gedaald: aan het begin van die eeuw waren er meer dan 120.000 inwoners. Sinds 1 augustus 2008 is Plauen een zogenaamde Große Kreisstadt, waarmee de stad speciale rechten heeft. Plauen is van oudsher bekend om zijn kantwerk, de Plauener Spitze. Mede dankzij het nieuwe gemeentebeleid en de stimulerende overheidsregels is sinds 2011 Plauen weer sterk aan het groeien. Dit geldt voor zowel de flinke uitbreiding van bestaande en nieuwe fabrieken als de sterke groei van het aantal inwoners. Vanwege het zeer grote economische belang voor de Duitse industrie heeft de overheid gezorgd voor een nieuwe infrastructuur van snelwegen langs Plauen welke optimaal aansluiten op het Europese snelwegennetwerk. De stad wordt bediend door een tramnet.

## Geografie

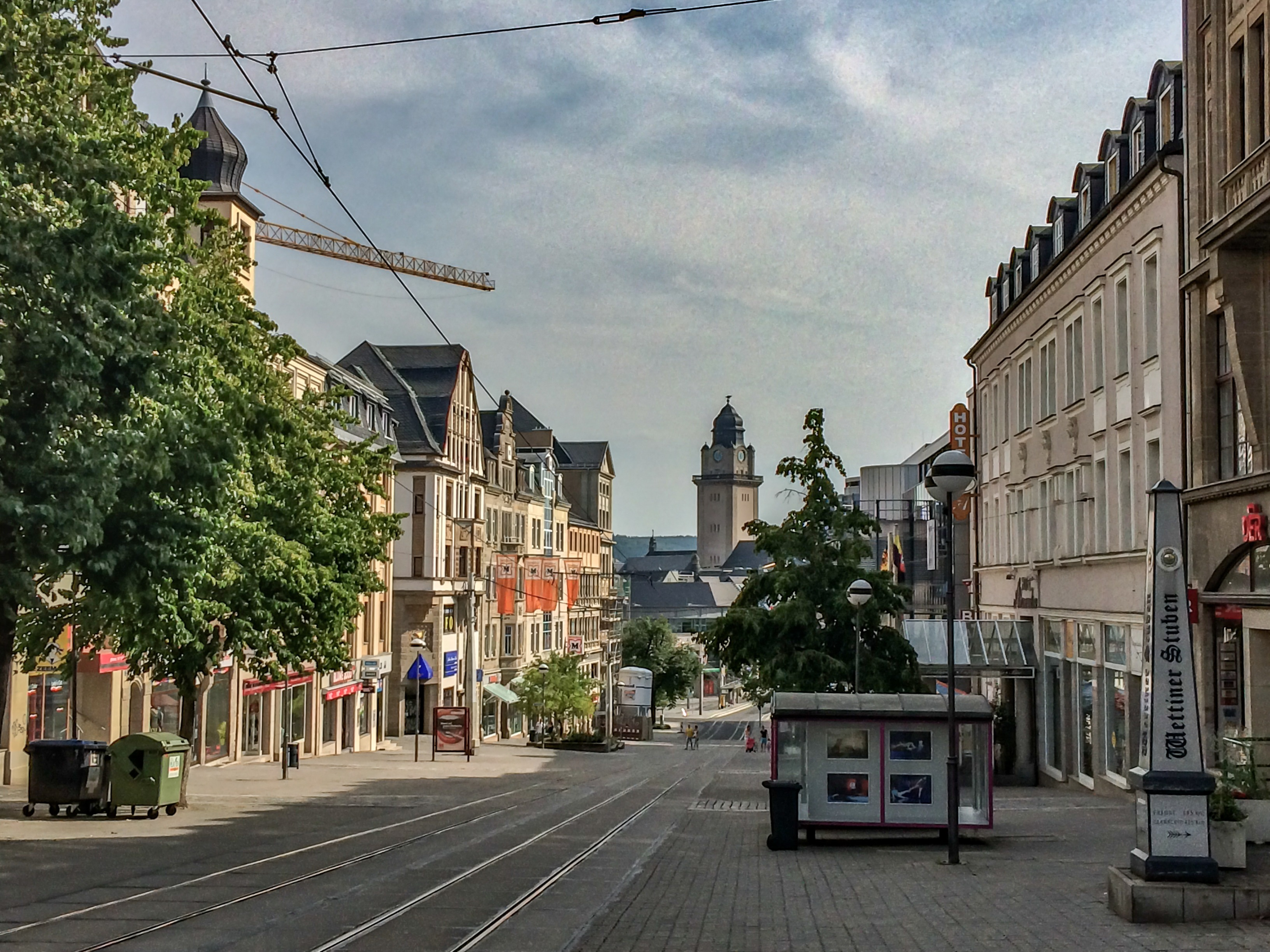
Centrum van Plauen

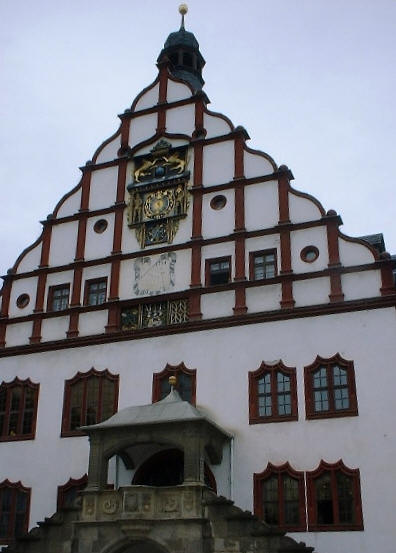
Plauen, oude stadhuis

Plauen ligt aan de rivier de Weiße Elster, een rivier die vanuit Tsjechië Duitsland binnenstroomt. Deze rivier stroomt door het dal waar het stadscentrum is gelegen. De stad bevindt zich op het laagste punt 330 meter boven NN tot een hoogte van meer dan 500 meter. De hoogste berg van de stad is de Culmberg met 525 meter en bevindt zich in het zuidelijke stadsgebied Oberlosa.

## Klimaat
In Plauen en het verdere Vogtland heerst een warmgematigde Midden-Europese vochtige westenwind. In vergelijking met de westelijk gelegen Duitse regio's heerst er een beduidend continentaal klimaat, met warme zomers, en koude winters. In vergelijking met andere regio's die op gelijke hoogten liggen, is het weer in het Vogtland wind- en neerslagarmer dan andere Duitse regio's. In Plauen bedraagt de gemiddelde luchttemperatuur 7,5 °C, waarbij de warmste maanden juli en augustus met gemiddelde temperaturen van ongeveer 16 °C. In het Plauener Raum zijn er per jaar gemiddeld 26 tot 30 zomerdagen (≥ 25 °C) met een gemiddelde zonneschijnduur van 1450 tot 1500 uren per jaar. De gemiddelde jaarlijkse neerslag in Plauen bedraagt 582 millimeter. Zelden sneeuwt het in oktober al of in mei nog. In Plauen zijn zuidwestelijke tot zuidelijke windrichtingen overheersend. De gemiddelde windsnelheid bedraagt 3 tot 4 m/s.

## Geschiedenis
Archeologische vondsten wijzen erop dat zich reeds in de Bronstijd al mensen bevonden in het gebied van het huidige Plauen. Van een bevolking, die hun doden in begroeven, zijn de Plauen-Chrieschwitz heuvel-graven een restant, gelegen in het Reißiger Wald en in de omgeving van Reinsdorf. Deze vondsten duiden op een lokale groep met een Lausitzische cultuur met verbindungen naar Böhmen, in het hoofdgebied en bij Thüringen. De kolonisatie toont zich vanaf ongeveer 500 b.c.. Met de vondst van een heuvel-graf van rond 420 jaar b.c. in het gebied van Ruppertsgrün-Liebau toont men aan dat de kolonisatie in het gebied van Plauen-Oelsnitz plotseling afnam. Een teken van Germaanse kolonisatie in het Vogtland is eerder niet te vinden. Vondsten van Romeinse munten uit de 2e eeuw na Christus tonen dat het Plauense gebied een betekenis had als een doorreis gebied. Een Slavische kolonisatie is voor het eerst aangetoond kort voor het jaar 1000, terwijl wordt aangenomen dat de kolonisatie begon rond het jaar 800. Als latere bewijzen voor een Slavische kolonisatie worden de Slavische plaatsnamen, passage-namen en namen van gewassen in de regio gezien. De naam van de stad Plauen heeft eveneens een Slavische oorsprong. Het komt van het Slavische plavna, wat zwemplaats betekent. In het jaar 1122 werd Plauen voor het eerst bij naam genoemd als Vicus Plawe. In 1835 was er een grote overstroming, reden voor de Saksische koning om een Medaille voor het Redden van Levens tijdens de Overstroming in Plauen in 1835 in te stellen. Van 1949-1990 maakte Plauen deel uit van het communistische Oost-Duitsland, de DDR.

## Recente gebeurtenissen
Tot de herindeling van Saksen in 2008 was Plauen een stadsdistrict binnen de deelstaat Saksen.

## Partnersteden
Plauen heeft met de volgende steden een stedenband:
- Aš, Tsjechië, sinds 1962
- Steyr, Oostenrijk, sinds 1970
- Hof (Beieren), Duitsland, sinds 1987
- Siegen, Duitsland, sinds 1990
- Cegléd, Hongarije, sinds 2005
- Pabianice, Polen, sinds 2006

## Geboren
- Thomas Junghans (1977), Zwitsers darter

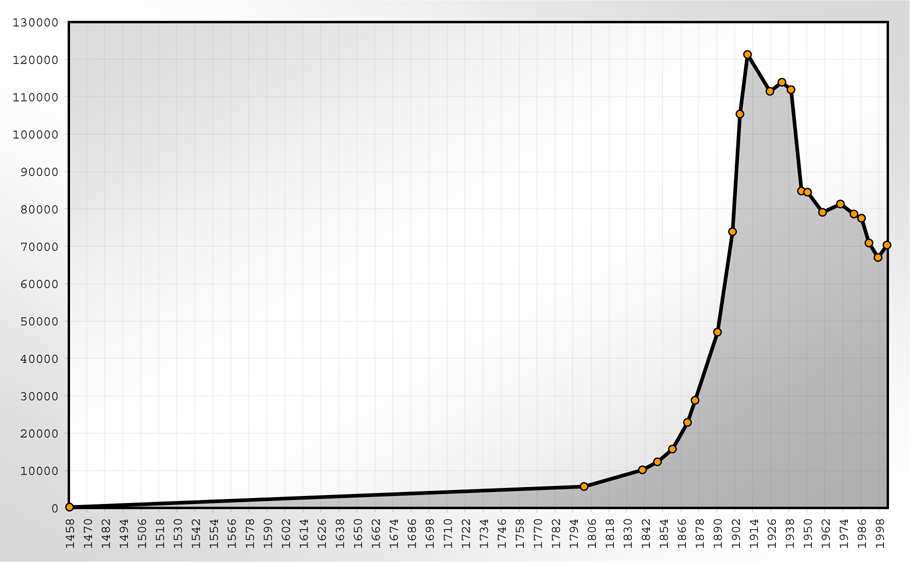
Bevolkingsontwikkeling

Adorf ·
Auerbach ·
Bad Brambach ·
Bad Elster ·
Bergen ·
Bösenbrunn ·
Eichigt ·
Ellefeld ·
Elsterberg ·
Falkenstein ·
Grünbach ·
Heinsdorfergrund ·
Klingenthal ·
Lengenfeld ·
Limbach ·
Markneukirchen ·
Mühlental ·
Mühltroff ·
Muldenhammer ·
Netzschkau ·
Neuensalz ·
Neumark ·
Neustadt/Vogtl. ·
Oelsnitz ·
Pausa-Mühltroff ·
Plauen ·
Pöhl ·
Reichenbach im Vogtland ·
Rodewisch ·
Rosenbach/Vogtl. ·
Schöneck/Vogtl. ·
Steinberg ·
Theuma ·
Tirpersdorf ·
Treuen ·
Triebel/Vogtl. ·
Weischlitz ·
Werda ·
Zwota